# 占士·麥克尤恩
占士·麥克尤恩（James McEwen，1872年10月16日—1942年）是英國職業足球員，曾在1903年為貝利奪得英格蘭足總盃冠軍，後來成為诺里奇城的主教練。
麥克尤恩是诺里奇城的第二任主教練，在1907年至1908年在任期間負責的43場比賽裡，13場勝、20場負及10場和。
在離任後，麥克尤恩成為阿仙奴的教練，負責訓練年青球員，直至1930年代。

## 榮譽
球員時代
貝利
- 英格蘭足總盃冠軍:1903年